# En Marea
En Marea (EM) fue un partido político español de ámbito gallego que había sido inicialmente una coalición electoral creada para concurrir a las elecciones generales de España de 2015, y que integraron Anova, Podemos Galicia y Esquerda Unida, con las siglas "(PODEMOS-En Marea-ANOVA-EU)" en las papeletas.
El 26 de septiembre de 2020 acordó en un Plenario su disolución al considerar «acabada» su etapa y asumió el «agotamiento» del movimiento tras las elecciones al Parlamento de Galicia de 2020, en las que solo habían logrado el 0,22 % de los votos.

## Historia
El 30 de julio de 2016 se realizó en Vigo una asamblea donde se acordó la constitución de En Marea como partido político, el cual se presentaría a las elecciones al Parlamento de Galicia de 2016. En dichas elecciones logró 14 escaños (8 de Podemos, 3 de Esquerda Unida, 2 de Anova y 1 de Cerna) y el liderazgo de la oposición en el parlamento gallego.
A principios de 2019, Podemos, EU y Anova se retiraron de En Marea por discrepancias serias con Luís Villares, dando lugar, los dos primeros, a una nueva alianza por separado bajo el nombre de En Común. El grupo parlamentario de En Marea en el Parlamento gallego, con 14 diputados, también se dividió, los 10 diputados de Podemos, EU y Anova formaron el Grupo Común da Esquerda, y los 4 diputados restantes se marcharon al grupo mixto.
En las Elecciones al Parlamento Europeo de 2019 se presenta dentro de la candidatura Compromiso por Europa en coalición con Compromís, Coalición Caballas, Nueva Canarias, Més per Mallorca, Chunta Aragonesista, Partido Castellano-Tierra Comunera, Coalición por Melilla, Iniciativa del Pueblo Andaluz, Izquierda Andalucista, Verdes de Europa, sin conseguir escaño.
Para las elecciones Generales del 10 de noviembre de 2019, renunciaron a presentarse. También rechazaron una oferta del recientemente fundado partido Más País para presentarse en coalición en Galicia. Pese a rechazar la coalición, pidieron el voto para el partido de Íñigo Errejón.
Para las elecciones  al Parlamento  de Galicia  de 2020, el partido renuncia a presentarse ni ir en coalición tras la salida de Luis Villares, estando en juego el futuro de la organización. Tras el aplazamiento de las elecciones a julio por la crisis de la COVID-19, el partido decide presentarse a los comicios buscando una coalición amplia, pero descartando ir con Galicia en Común. Se presentan bajo la candidatura Marea Galeguista conformada por Compromiso por Galicia, Partido Galeguista Demócrata y En Marea. El candidato a Presidente de la Junta de Galicia es Pancho Casal.
Nota: Máis Galiza, Acción Galega, Partido Nacionalista Galego-Partido Galeguista (PNG-PG), Unidade Veciñal 26 de abril de Carral, Partido Galeguista de A Estrada, Espazo Ecosocialista Galego, Partido Nacionalista Galego-Partido Galeguista (PNG-PG), Esquerda Nacionalista, Espazo Socialista Galego, un sector de Unidade da Esquerda Galega, Alternativa Popular Galega, Coalición Galega: (Sectores del Partido Galeguista, Sectores de UCD, Partido Gallego Independiente, Centristas de Orense) conformaron Compromiso por Galicia en 2012 y sus formaciones creadoras decidieron disolver sus respectivas formaciones para crear una única formación llamada Compromiso por Galicia.

## Resultados electorales
En las elecciones generales de España de 2015 En Marea obtuvo 6 escaños al Congreso de los Diputados (de 23 posibles) y 2 senadores, con 408 370 votos: dos diputados de Anova, dos diputados y un senador de Podemos, un diputado y un senador de Esquerda Unida y un diputado de Orense en Común. En las elecciones generales españolas de 2016 obtuvo 5 diputados y un senador tras obtener 344 143 votos.
| Elecciones generales españolas de 2015              | 408 370       | 1,63 | 25,04 | 6/23  |
| Elecciones generales españolas de 2016              | 344 143       | 2    | 22,18 | 5/23  |
| Elecciones al Parlamento de Galicia de 2016         | 271 029       |      | 19,06 | 14/75 |
| Elecciones generales de España de abril de 2019     | 17 726        | 0,07 | 1,08  | 0/23  |
| Elecciones generales de España de noviembre de 2019 | No presentado | -    | -     | -     |
| Elecciones al Parlamento de Galicia de 2020         | 2863          |      | 0,22  | 0/75  |

## Símbolos
|                               |
| Símbolo del partido político. |

|                                    |
| Símbolo de la coalición electoral. |

|                                                              |
| Logotipo utilizado en la papeleta de la coalición electoral. |

|                                                 |
| Logotipo utilizado en la papeleta como partido. |

|                                                  |
| Logotipo para cartelería y propaganda electoral. |